# Boulaouane
Boulaouane (en àrab بولعوان, Būlʿawān; en amazic ⴱⵓⵍⵄⵡⴰⵏ) és una comuna rural de la província d'El Jadida, a la regió de Casablanca-Settat, al Marroc. Segons el cens de 2014 tenia una població total de 14.485 persones. La vila està a la vora del riu Oum Er-Rbia i la fortalesa (Boulanouane Kasbah) que vigila el riu.

## Història
La fortalesa o Kasbah que controla el riu fou construïda per Mulay Ismail en 1710. Les torres de deu metres d'altes donaven una visió a tota la zona dels voltants.